# Province d'Awaji
Pour les articles homonymes, voir Awaji (homonymie).
Awaji (淡路国; Awaji no kuni) est une ancienne province du Japon. La province était parfois appelée Tanshū (淡州). Elle occupait l'île d'Awaji entre Honshū et Shikoku, qui fait aujourd'hui partie de la préfecture de Hyōgo.

## Situation géographique
La province, fondée au VIIe siècle faisait partie des six provinces traversées par la route du Nankaidō, située entre les provinces de Kii et d'Awa sur cette route. Elle était divisée en 2 districts : 
- Tsuna no Kōri (au nord de la province)
- Mihara no Kōri (au sud de la province)

Le gouvernement provincial était probablement basé à l'emplacement de l'actuelle Minamiawaji, mais rien ne lui appartenant n'a encore été retrouvé.

## Histoire
La province était régulièrement utilisée comme lieu d'exil, et l'empereur Junnin y a été envoyé de son abdication jusqu'à sa mort.
Pendant la période Edo, la province était dirigée par le clan Hachisuka depuis la ville de Tokushima, dans la province voisine d'Awa. Quand le système des provinces a été aboli, les habitants des îles ont préféré être rattachés à la préfecture de Hyōgo plutôt qu'à celle de Tokushima, à cause de rivalités politiques entre Tokushima et Awaji.

## Source de la traduction
- (en) Cet article est partiellement ou en totalité issu de l’article de Wikipédia en anglais intitulé « Awaji Province » (voir la liste des auteurs).
  - Cet article incorpore des éléments provenant du site OpenHistory.